# Puggy Pearson
Walter Clyde Pearson (ur. 29 stycznia 1929, zm. 12 kwietnia 2006) – amerykański pokerzysta zawodowy. Najbardziej znany ze zwycięstwa w World Series of Poker 1973 Main Event.

## Kariera
Przed 1949 r. wszystkie gry pokerowe były grami pieniężnymi (ang.Cash Games). Pearson wpadł wtedy na pomysł rozgrywania turniejów typu freezeout i przedstawił swój pomysł Nickowi Dandalosowi, z kolei ten przekazał to właścicielowi kasyna Benny'emu Binionowi, który z kolei ufundował World Series of Poker w 1970.
Pearson wygrał WSOP 1973 kiedy jego A♠ 7♠ pokonało K♥ J♠ Johnny'ego Mossa. Z jego czterech wygranych bransoletek podczas tej imprezy dwie pochodzą z turniejów w Seven-card stud, co jest dowodem na jego świetną grę w tej odmianie pokera.
W 1983 r. Pearson został włączony do Poker Hall of Fame.

## Bransoletki WSOP
| Rok  | Turniej                                     | Wygrana     |
| ---- | ------------------------------------------- | ----------- |
| 1971 | Limit Seven Card Stud                       | 10 000 USD  |
| 1973 | $10,000 No Limit Hold’em World Championship | 130 000 USD |
| 1973 | $1,000 No Limit Hold’em                     | 17 000 USD  |
| 1973 | $4,000 Limit Seven Card Stud                | 32 000 USD  |